# Hans Peter Lenz
Hans Peter Lenz (* 9. Juli 1934 in Bonn; † 31. Dezember 2022) war ein deutscher Maschinenbauingenieur und Universitätsprofessor.

## Werdegang
Lenz studierte an der RWTH Aachen im Bereich Maschinenbau. Er promovierte an der ETH in Zürich. Von 1974 bis 2002 war er Vorstand des Instituts für Verbrennungskraftmaschinen und Kraftfahrzeugbau an der Technischen Universität Wien. Zuvor arbeitete Lenz unter anderem für die Deutz AG und Daimler-Benz. Bekannt wurde er für grundlegende Arbeiten zur Gemischbildung und zum Fahrzeugkatalysator.
1992 erhielt Lenz den Umweltpreis des ARBÖ. 2004 war er Herausgeber der Motortechnischen Zeitschrift. 2009 erhielt er zum zweiten Mal den Preis der Interessensgemeinschaft der Motorjournalisten (IGM).
Lenz war Ehrenvorsitzender des Österreichischen Vereins für Kraftfahrzeugtechnik, den er im Jahr 1985 gründete. Bis Herbst 2017 war er dessen Vorsitzender. Das Internationale Wiener  Motorensymposium, das jedes Jahr in der Wiener Hofburg tagt, geht auf ihn zurück.

## Auszeichnungen
- 2016: Ehrensenator der Technischen Universität Wien[4]